# Kohler Co.
Die Kohler Co. ist ein amerikanisches Produktionsunternehmen mit Sitz in Kohler, Wisconsin. Es wurde 1873 durch John Michael Kohler gegründet. Kohler ist vor allem für seine Klempnerprodukte bekannt, aber das Unternehmen stellt auch Möbel, Schränke, Fliesen, Motoren und Generatoren her.

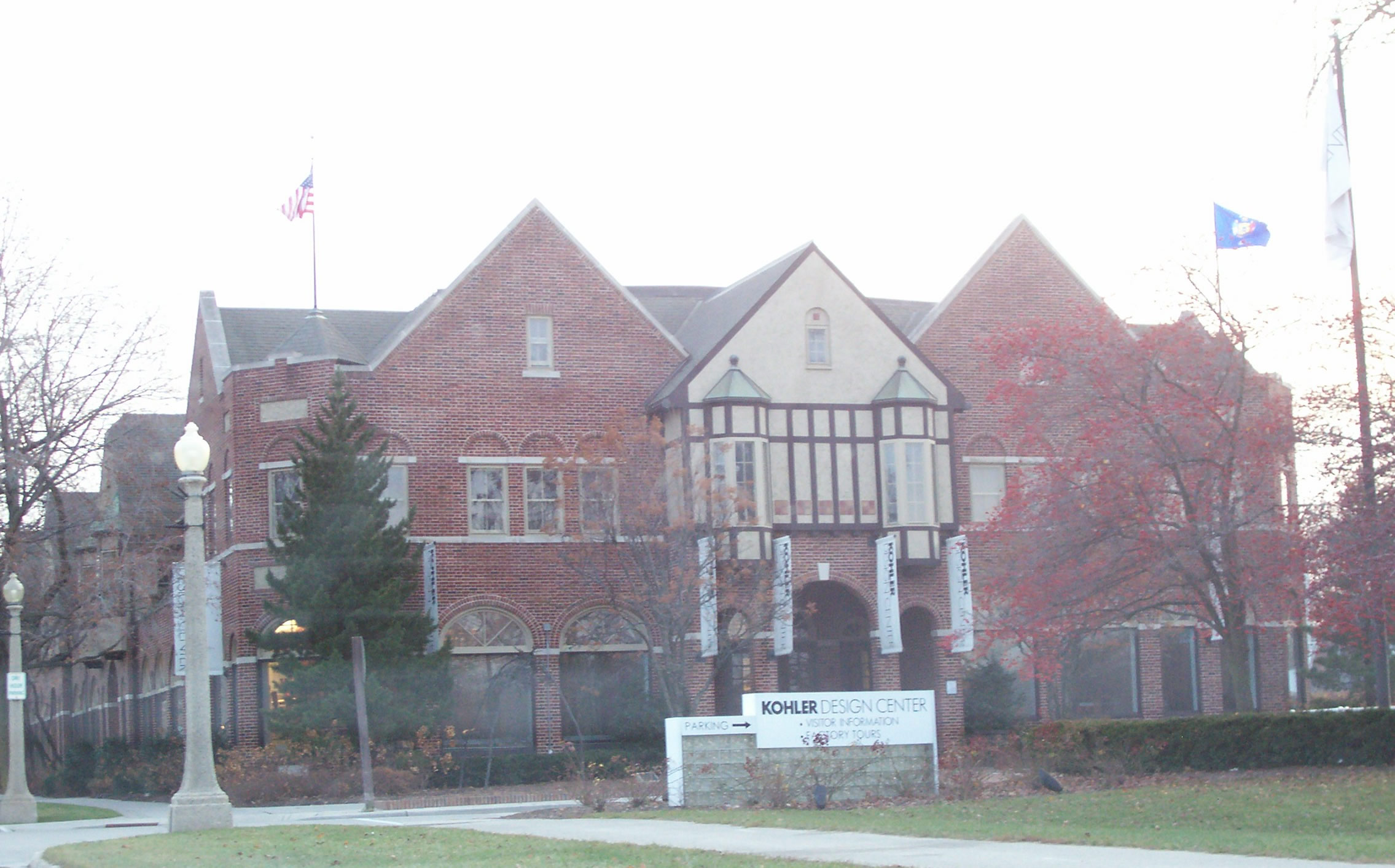
Kohler Design Center

## Geschichte
Kohler Co. wurde 1873 von dem österreichischen Einwanderer John Michael Kohler und Charles Silberzahn durch den Kauf der Sheboygan Union Iron and Steel Foundry von Kohlers Schwiegervater Jacob Vollrath für 5000 US-Dollar mitgegründet. Zu den frühen Produkten gehörten landwirtschaftliche Geräte aus Gusseisen und Stahl, Gussteile für Möbelfabriken und Ziereisenteile wie Friedhofskreuze und Sofas. Ein Durchbruch kam 1883, als John Michael Kohler eine gusseiserne Pferdetränke mit Emaille versah, um die erste Badewanne des Unternehmens herzustellen. Seitdem ist das Unternehmen hauptsächlich im Sanitärbereich tätig und für seine Sanitärarmaturen bekannt.
Zu Beginn des 20. Jahrhunderts stellte Kohler Trinkbrunnen mit einem „sprudelnden Ventil“ her, aus dem das Wasser vertikal schoss. Irgendwann wurde der gesamte Brunnen in dem Gebiet, in dem Kohler-Produkte verkauft wurden, als „Bubbler“ bekannt. Der Begriff „Bubbler“ wird immer noch in einigen Gebieten von Wisconsin und einigen anderen Gebieten der Vereinigten Staaten verwendet.
In den Jahren 1934 und 1954 fanden Kohler-Streiks statt. Ein dritter Streik fand 1983 statt und dauerte nur wenige Wochen. Am 15. November 2015 stimmten die Beschäftigten für den Kohler-Streik 2015, der damit der vierte Streik in der Geschichte des Unternehmens war.

## Produkte

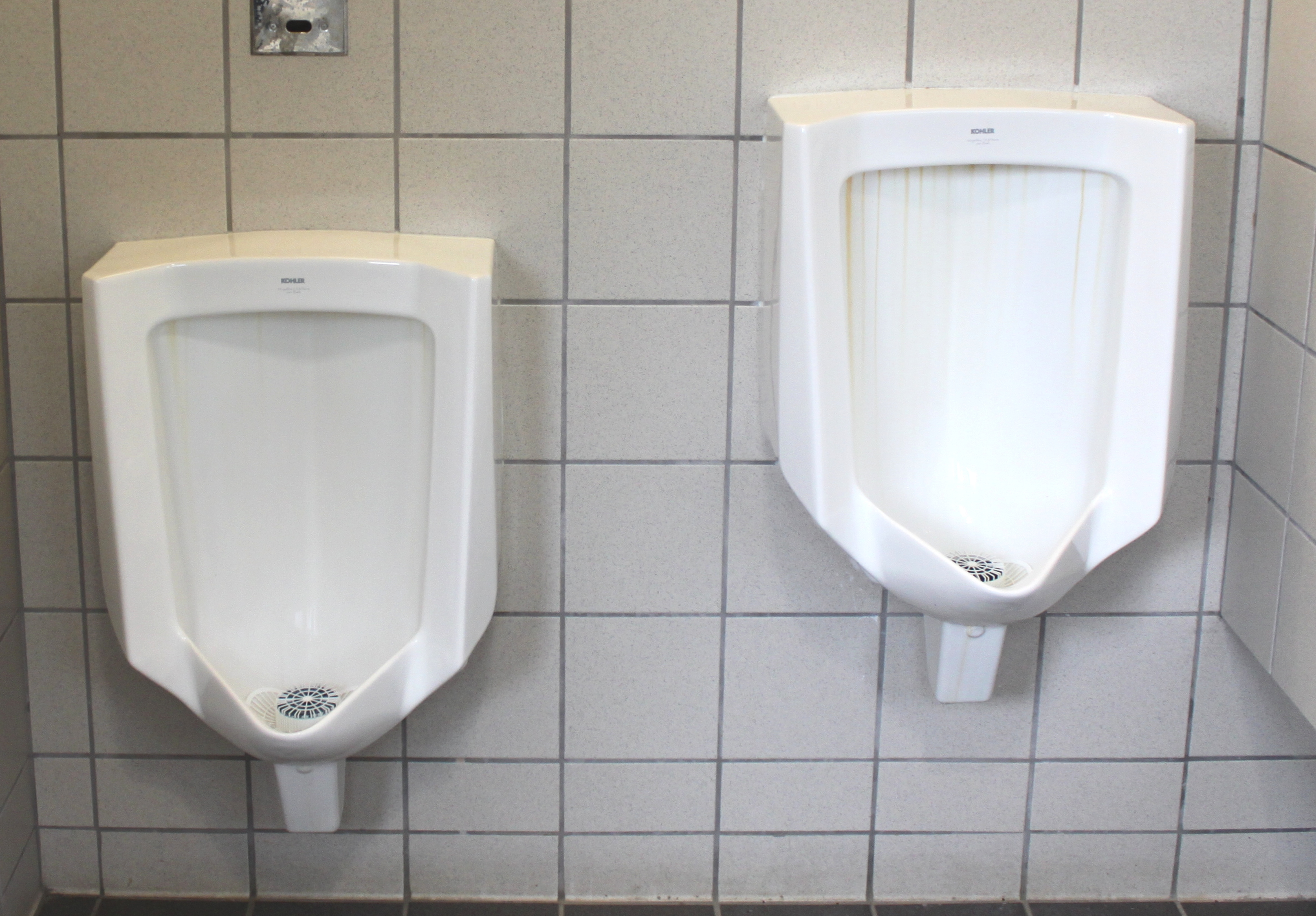
Kohler "Bardon" Urinale

Die Bad- und Küchenarmaturen von Kohler sind überwiegend in amerikanischen Eisenwaren- und Baumärkten sowie bei den Kohler-Vertriebshändlern für Küche und Bad erhältlich. Kohler stellt immer noch traditionelle Gusseisen-Badewannen her und ist damit einer der wenigen Hersteller in den Vereinigten Staaten, die diese Produkte anbieten. Neben Produkten für den Wohnbereich stellt Kohler auch eine kommerzielle Linie von Badezimmerarmaturen her. Das Unternehmen führt auch künstlerische Auftragsarbeiten wie handbemalte Waschbecken und Toiletten aus.
Die Kohler Walk-In Bath Division entwirft, konstruiert und baut barrierefreie Badewannen, die einfacher zu betreten sind als herkömmliche Badewannenmodelle. Die Abteilung ist auf Badeprodukte für Menschen mit eingeschränkter Mobilität oder Behinderungen spezialisiert. Diese Spezialabteilung wurde 2015 gegründet und verkauft ihre Badewannen über unabhängige Händler in den Vereinigten Staaten.
Kohler stellt auch eine breite Palette von kleinen Industriemotoren her. Traditionell stellte das Unternehmen Benzinmotoren her; nach dem Kauf der italienischen Firma Lombardini erweiterte es jedoch sein Angebot und bietet inzwischen Dieselmotoren bis zu 134 PS an. Kohler-Motoren treiben eine Reihe von Geräten von Wasserpumpen bis hin zu Geländefahrzeugen an. Die Motoren werden auch in Notstromaggregaten des, seit 2005 zur Kohler Gruppe gehörenden, Industrieunternehmens SDMO eingesetzt.

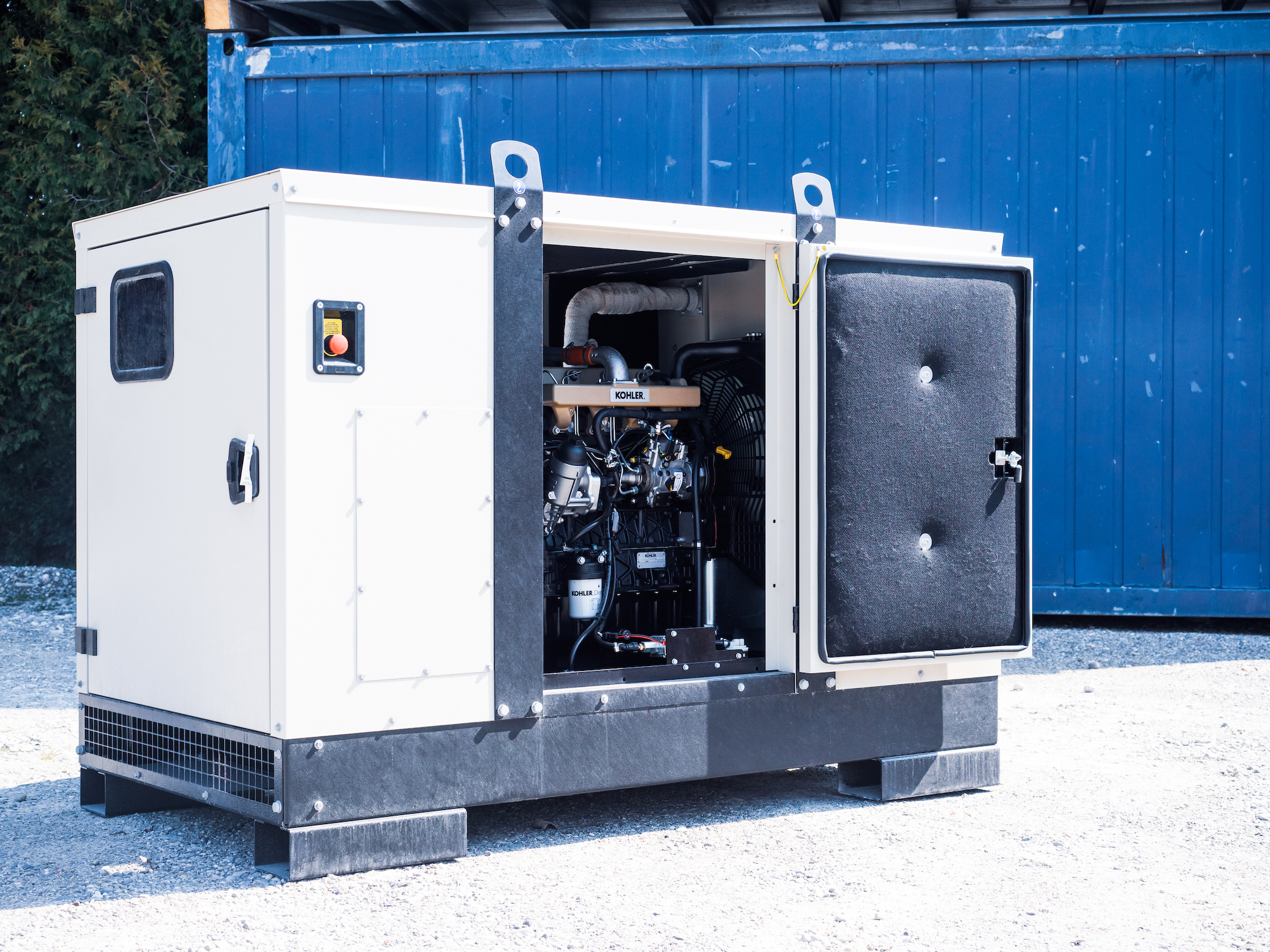
Stromerzeuger mit Kohler Dieselmotor

2007 gründete Kohler in China ein Joint-Venture namens Kohler-YinXiang Ltd. mit Sitz in Chongqing, China, zur Herstellung kleiner Benzinmotoren und beabsichtigt, mehr ihrer Motoren zu importieren, anstatt sie in den USA zu bauen. Kohlers britische Tochtergesellschaft ist die Kohler Mira Ltd. mit Sitz in Cheltenham, die vor allem für die Herstellung von Mira-Duschen bekannt ist.